# Lisowola
Lisowola – wieś w Polsce położona w województwie mazowieckim, w powiecie żyrardowskim, w gminie Puszcza Mariańska.
Wieś wchodzi w skład sołectwa Stary Łajszczew.
Prywatna wieś szlachecka Lisowa Wola położona była w drugiej połowie XVI wieku w powiecie mszczonowskim ziemi sochaczewskiej województwa rawskiego. W latach 1954–1958 wieś należała i była siedzibą władz gromady Lisowola, po jej zniesieniu w gromadzie Kamion. W latach 1975–1998 miejscowość administracyjnie należała do województwa skierniewickiego.